# Mocama
I Mocama erano una popolazione di nativi americani che vivevano nelle zone costiere dell'attuale Florida settentrionale e della Georgia sudorientale. Appartenevano al gruppo Timucua e parlavano il dialetto conosciuto come Mocama, il dialetto più diffuso della lingua timucua. 
Il loro territorio si estendeva dalla zona del fiume Altamaha in Georgia fino a sud di St. Augustine, in Florida, includendo le Isole del Mare e le vie navigabili interne, compresa la foce del fiume Saint Johns, nell'attuale Jacksonville e l'Intracoastal Waterway. Al momento del contatto con gli europei, c'erano due grandi nazioni tra i Mocama, il Saturiwa e il Tacatacuru, ognuno dei quali aveva autorità su diversi villaggi.
Gli spagnoli si riferivano all'intera area come la "Provincia di Mocama", e la incorporarono nel loro sistema di missioni. La provincia di Mocama venne gravemente spopolata nel XVII secolo a causa di malattie infettive e di guerre con altre tribù indiane e le colonie inglesi a nord. I rifugiati Mocama sopravvissuti si trasferirono a St. Augustine. Insieme ai sopravvissuti della tribù di Guale, 89 "indiani di missione" evacuarono con gli spagnoli a Cuba nel 1763, dopo che questi cedettero il territorio alla Gran Bretagna.